# Godiasco
Godiasco (lombardul: Gudiass) település Olaszországban, Lombardia régióban, Pavia megyében. Lakosainak száma 3211 fő (2023. január 1.). Godiasco Cecima, Ponte Nizza, Pozzol Groppo, Rocca Susella, Casalnoceto, Montesegale, Rivanazzano Terme és Volpedo községekkel határos.

## Népesség
A település lakossága az elmúlt években az alábbi módon változott:
| Lakosok száma | 3237 | 3258 | 3211 |
|               | 2017 | 2018 | 2023 |